# Thorectes armifrons
Thorectes armifrons är en skalbaggsart som beskrevs av Edmund Reitter 1893. Thorectes armifrons ingår i släktet Thorectes och familjen tordyvlar. Inga underarter finns listade i Catalogue of Life.